# Po-Gründling
Der Po-Gründling (Romanogobio benacensis) ist eine stark gefährdete Fischart aus der Familie der Karpfenfische. Die ursprünglich in Flüssen des nördlichen Italiens und Sloweniens verbreitete Art wird aus ihrem angestammten Lebensraum von einem eingeschleppten Verwandten, dem Gründling (Gobio gobio), verdrängt.

## Verbreitung und Lebensraum

Verbreitungsgebiet des Po-Gründlings

Das Verbreitungsgebiet des Po-Gründlings war ursprünglich auf die Flussgebiete des Po in Norditalien sowie die des Isonzo und der Reka in Slowenien begrenzt. Er wurde allerdings auch nach Mittelitalien in die Flussgebiete von Arno und Ombrone eingeführt. Die Spezies bewohnt neben den großen Hauptströmen auch Kanäle, warme Bäche und Teiche. Po-Gründlinge sind in der Regel auf sandigem Grund zu finden, meiden aber starke Strömungen.

## Erscheinung
Bei einer Standardlänge von bis zu zehn Zentimetern und gattungstypischem Körperbau ist der Po-Gründling von seinen europäischen Verwandten äußerlich durch die Anzahl der Schuppen zwischen Afterflosse und Anus zu unterscheiden. Die Art verfügt hier nur über zwei bis drei Schuppen, während andere Vertreter der Gattung Romanogobio und auch der Gründling (G. gobio) in diesem Bereich vier bis acht Schuppen tragen. Die Bauchschuppen reichen von der Basis der Brustflossen bis zu der der Bauchflossen.

## Lebensweise
Der in kleinen Gruppen lebende Po-Gründling ernährt sich vorwiegend von kleinen Wirbellosen. Die Paarungszeit dauert von April bis Juni, abgelaicht wird in mehreren Portionen über Sandgrund. Sieben bis acht Tage nach der Eiablage schlüpfen die Larven. Der Nachwuchs pflanzt sich selbst im Alter von ein bis zwei Jahren zum ersten Mal fort. Po-Gründlinge erleben ein bis zwei Fortpflanzungsperioden und erreichen ein Alter von vier Jahren.

## Systematik
Der Po-Gründling wurde 2007 von Kottelat und Freyhof aus der Gattung Gobio in die Gattung Romanogobio transferiert. Bianco sieht diese Änderung nicht durch die Ergebnisse genetischer Untersuchungen gedeckt.

## Status
Das angestammte Verbreitungsgebiet des Po-Gründlings ist zwar relativ groß, die verbliebenen Vorkommen beschränken sich jedoch auf verhältnismäßig wenige Stellen und die Population ist stark fragmentiert. Hauptursache ist vermutlich der zu Zwecken der Sportfischerei umfangreich eingeführte Gründling (G. gobio), der mit der einheimischen Art konkurriert und sie in ihrem Habitat ersetzt. Weitere Bedrohungen gehen von Gewässerverschmutzung und wasserbaulichen Maßnahmen aus. Die IUCN führt den Po-Gründling daher als „stark gefährdet“ (endangered).

## Belege
1. 1 2 3 4 5  Pier Giorgio Bianco: Threatened fishes of the world: Gobio benacensis (Pollini, 1816). In: Environmental Biology of Fishes. Volume 84, Nr. 1, 2009, ISSN 0378-1909 (Print), ISSN 1573-5133 (Online), S. 39–40 (PDF; 68,7 kB).
2. 1 2 3 4 5 6  Maurice Kottelat, Jörg Freyhof: Handbook of European Freshwater Fishes, Cornol (Schweiz) u. Berlin, 2007, ISBN 978-2-8399-0298-4. S. 102, 103
3. 1 2  Romanogobio benacensis in der Roten Liste gefährdeter Arten der IUCN 2009. Eingestellt von: A.J. Crivelli, 2006. Abgerufen am 16. Januar 2010.